# Dynamic Frequency Selection
Dynamic Frequency Selection (DFS; deutsch Dynamische Frequenzauswahl) ist ein Mechanismus, der in der europäischen Regulierung von ETSI für den Betrieb von WLAN-Geräten im 5-GHz-Frequenzbereich gefordert wird. Im 2003 eingeführten 802.11h-Standard ist diese Funktion implementiert worden, so dass nun auch in Deutschland der Betrieb von 5-GHz-WLAN-Geräten auf Kanälen > 48 möglich ist.
Mit DFS kann ein WLAN einen automatischen Kanalwechsel durchführen, falls auf dem verwendeten Kanal ein anderes Gerät erkannt wurde. Hierdurch soll insbesondere vermieden werden, dass die in diesem Frequenzbereich arbeitenden Wetterradarsysteme durch WLANs gestört werden. Um andere Systeme zu erkennen, muss der Kanal periodisch abgehört werden. Sobald ein fremder Sender erkannt wurde, muss unverzüglich ein Wechsel des Kanals initiiert werden. Die Auswahl des neuen Kanals erfolgt dabei zufällig und wird in der Regel vom Access Point durchgeführt und anschließend den anderen Netzwerkteilnehmern mitgeteilt. In einem Ad-hoc-Netz muss eine der teilnehmenden Stationen das Abhören des Kanals und die Organisation des Kanalwechsels übernehmen.

## Situation in der EU
In Mitgliedstaaten der EU müssen Sender lokaler Funknetze gemäß EN 301 893 eine Radar-Erkennung und DFS
auf den Frequenzen im Bereich 5,25–5,35 GHz sowie 5,47–5,725 GHz einsetzen.
Bei WLAN nach 802.11 entspricht dies den Kanälen 52–64 und 100–140.

## Situation in USA
In den USA ist DFS im U-NII-Band ebenfalls obligatorisch, allerdings in technischer Hinsicht leicht abweichend von der europäischen Variante.
DFS muss auf den Kanälen 52 – 64 (5,25 – 5,35 GHz) und 100 – 140 (5,47 – 5,725 GHz) angewendet werden.